# 미나와역
미나와역(일본어: 三縄駅)은 일본 도쿠시마현 미요시시에 있는 시코쿠 여객철도 도산 선의 역이다. 역 번호는 D23이다. 상대식 승강장 2면 2선의 구조를 지닌 지상역이다.

## 타는 곳
| 1 | ■ 도산 선 | (하행) | 오보케 · 도사야마다 · 고치 방면 |
| 2 | ■ 도산 선 | (상행) | 아와이케다 방면                 |

## 역 주변
- 요시노강

## 역사
- 1931년 9월 19일 : 개업.
- 1987년 4월 1일 : 민영화에 의해, 시코쿠 여객철도로 이관.

## 인접 정차역
| 시코쿠 여객철도 도산 선            | 시코쿠 여객철도 도산 선 | 시코쿠 여객철도 도산 선 |
| ---------------------------------- | ----------------------- | ----------------------- |
| D 22 · B 25 아와이케다 다도쓰 방면 | 도산 선                 | 이야구치 D 24 고치 방면 |